# William Gordon, 1. Baronet
Sir William Gordon, 1. Baronet (* 1654; † Dezember 1718) war ein schottischer Adliger und Militär.
Er entstammte einer Nebenlinie des Clan Gordon und war der jüngeste Sohn des William Gordon (1614–1679), Gutsherr von Earlston in Berwickshire, aus dessen Ehe mit Mary Hope († 1696), Tochter des Richters am Court of Session John Hope, Lord Craighall (1605–1654).
Er war überzeugter Presbyterianer und stand damit in Opposition zu den Stuart-Königen Karl II. und Jakob II., die versuchten die Anglikanische Staatskirche auch auf Schottland auszudehnen. Er ging ins Ausland und trat 1670 als Offizier in ein Regiment des Kurfürsten Friedrich Wilhelm von Brandenburg ein. Sein Vater wurde bei einer erfolglosen Rebellion der presbyterianischen Covenanters 1679 in der Schlacht von Bothwell Bridge getötet. 1685 beteiligte er sich an der erfolglosen Rebellion des James Scott, 1. Duke of Monmouth, gegen König Jakob II.
1688 nahm er im Gefolge Wilhelms III. an dessen Landung in Torbay und der folgenden Glorious Revolution teil. Er erwarb das Gut Afton in Kirkcudbrightshire und später auch das Gut seines Vaters, Earlston, das seinem älteren Bruder 1681 entzogen worden war. 1692 kämpfte er unter Wilhelm III. auch in der Schlacht bei Steenkerke. Er stieg bis in den Rang eines Lieutenant-Colonel auf und erhielt das Amt des Gouverneurs von Fort William.
Er heiratete 1692 Mary Campbell, Tochter des Sir George Campbell of Cessnock. Die Ehe blieb kinderlos.
Am 9. Juli 1706 wurde ihm in der Baronetage of Nova Scotia der erbliche Titel Baronet, of Earlston and Afton in the Stewartry of Kirkcudbright, verliehen. Da er keine Kinder hatte, erfolgte die Verleihung mit dem besonderen Zusatz, dass der Titel in Ermangelung eigener männlicher Nachkommen auch an seinen älteren Bruder Alexander Gordon of Earlston und dessen männliche Nachkommen vererbbar sei. Dieser beerbte ihn schließlich bei seinem Tod im Dezember 1718.